# Pusionella lirata
Pusionella lirata é uma espécie de gastrópode do gênero Pusionella, pertencente a família Clavatulidae.